# Tadeusz Szymków

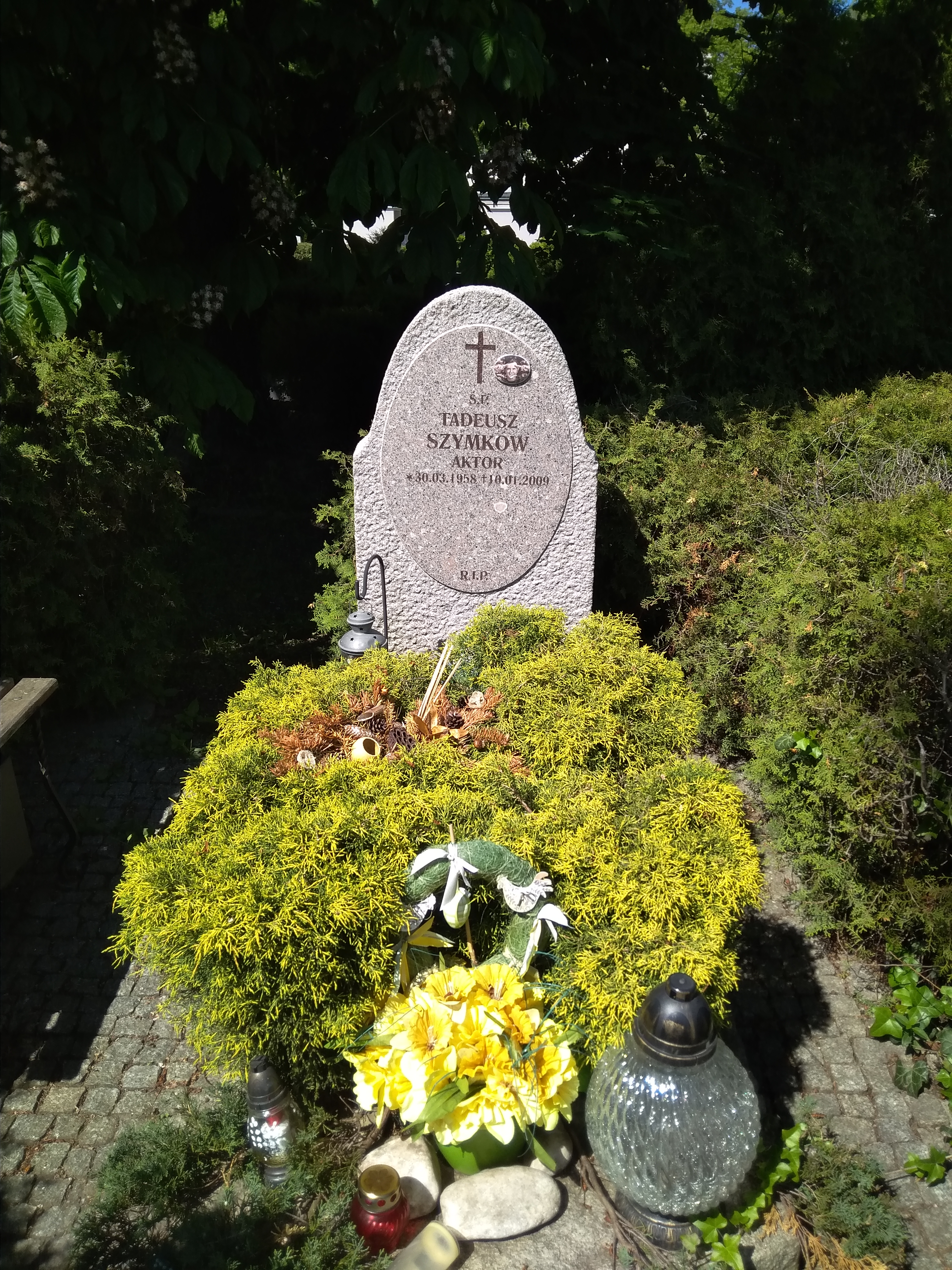
Grób Tadeusza Szymkowa na Cmentarzu Osobowickim we Wrocławiu (pole 79, grób 854, Aleja Zasłużonych)

Tadeusz Włodzimierz Szymków (ur. 30 marca 1958 w Namysłowie, zm. 10 stycznia 2009 we Wrocławiu) – polski aktor teatralny i filmowy, prezenter telewizyjny.

## Życiorys
W 1980 ukończył Studium Aktorskie przy Teatrze Polskim we Wrocławiu. Na scenie zadebiutował rok wcześniej, 1 grudnia 1979.
Zmarł 10 stycznia 2009 na raka pęcherza. 16 stycznia 2009 został pochowany w Alei Zasłużonych na Cmentarzu Osobowickim we Wrocławiu.
Był inspiracją dla głównej postaci w filmie Macieja Migasa Żyć nie umierać (2015) na podstawie scenariusza Cezarego Harasimowicza. W filmie postać Bartka zagrał Tomasz Kot.
Od 2013 we Wrocławiu odbywa się Festiwal Aktorstwa Filmowego im. Tadeusza Szymkowa, podczas którego najlepsi aktorzy filmowi honorowani są statuetkami Platynowego Szczeniaka. W latach 2015–2018 część wydarzeń festiwalowych odbywała się w Namysłowie – mieście urodzenia aktora.
W 2020 r. we wsi Bukowa Śląska, w której w dzieciństwie mieszkał Tadeusz Szymków, powstał mural – umieszczona na przystanku autobusowym podobizna zmarłego w 2009 r. artysty.

## Filmografia
- 1984: Baryton
- 1985: Sezon na bażanty – Polak w obozie dla uchodźców śpiewający piosenkę
- 1986: Na kłopoty… Bednarski – bagażowy Henio Matus (odc. 6 Ostatnie lato)
- 1987: Pusta klatka
- 1987: Dzikun – Szymek, pomocnik Mohiły
- 1988: Kogel-mogel – student w zatłoczonym pokoju w akademiku
- 1988: Crimen – Jaś Kuchcik, parobek Błudnickich (odc. 2, 3)
- 1988: Dotknięci – Szymek, pacjent szpitala psychiatrycznego
- 1989: Ostatni prom – „Santana”, pasażer promu
- 1989: Konsul – ławnik na procesie Wiśniaka
- 1990: Urodziny Kaja – brat Magdaleny
- 1990: Seszele – Dudzio
- 1991: Rozmowy kontrolowane – Jan Nogałka, porucznik SB podszywający się pod działacza „Solidarności”
- 1991: Kroll – szeregowiec Tadeusz Chudziński „Chudy”
- 1991: Trzy dni bez wyroku – Stanisław Kapucha „Tyka”
- 1992: Żegnaj, Rockefeller – Duży
- 1992: Pograbek – Heniek Materka
- 1992: Psy – Jerzyk, oficer SB
- 1993: Sprzężenie zwrotne
- 1993: Balanga – mąż siostry „Snajpera”
- 1994: Żabi skok – Mirosław Baka
- 1994: Cudowne miejsce – Zenek Jankiel
- 1995: Maszyna zmian – szef lunaparku
- 1995: Szabla od komendanta
- 1996: Deszczowy żołnierz – mężczyzna na imprezie charytatywnej
- 1996: Poznań 56 – Stachu Kaczmarek, ojciec Piotrka
- 1997: Marion du faouet – chef de voleurs
- 1998: Liceum czarnej magii – wychowawca Zbigniew Borowski
- 1998: Dom Pirków – wychowawca Zbigniew Borowski
- 1998: Demony wojny według Goi – Piotr Boruń
- 1999: Torowisko – kierowca samochodu
- 1999: Na koniec świata
- 1999: Pierwszy milion – człowiek Kajzara skupujący obligacje – serial telewizyjny
- 1999: Pierwszy milion – człowiek Kajzara skupujący obligacje
- 1999: Policjanci – Ernest Czaja, człowiek Navrotha
- 1999: Egzekutor – „Napalony”, człowiek Kowalika
- 1999: Ekstradycja 3 – Wojtek Szymczak
- 1999–2004: Świat według Kiepskich – 3 role: zdun (odc. 3 Kiepscy zboczeńcy), porucznik Szydło (odc. 46 Wzorowy obywatel), Tomek (odc. 163 Humor telewizyjny)
- 2002: Przedwiośnie – robotnik na zebraniu komunistów
- 2002: Przedwiośnie – robotnik na zebraniu komunistów
- 2002–2003: Gorący temat – komisarz Jerzy Witkowski
- 2003: Glina – Tomasz Skonecki (odc. 1-3)
- 2004: Pierwsza miłość – Gustaw
- 2004: Na dobre i na złe – Roman Leszuk (odc. 183 Depresja)
- 2004: Fala zbrodni – Dominiak (odc.24)
- 2004: Czwarta władza – oficer UOP
- 2005: Marco P. i złodzieje rowerów – dziennikarz
- 2005: Pensjonat pod Różą – Dariusz Wasiak (odc. 58 Wina. Część 1, odc. 59 Wina. Część 2)
- 2005: 1409. Afera na zamku Bartenstein – Nuncjusz
- 2006: Lekarz drzew – Szymon
- 2006: Małżeństwo Mariana – ksiądz
- 2006: Bezmiar sprawiedliwości – porucznik Świtoń
- 2006: Bezmiar sprawiedliwości – porucznik Świtoń (odc. 1-3)
- 2006: Pierwsza miłość – Gustaw
- 2006: Hela w opałach – Andrzej, partner Lidki (odc. 12 Święta z rodzinką)
- 2006: Męczeństwo Mariana – ksiądz
- 2006: Ja wam pokażę! – Artur Kochasz, nowy redaktor naczelny pisma
- 2006: Fundacja – Zawirski, kierownik lotniska
- 2007: Codzienna 2 m. 3 – Jeremi Wielkopolski (odc. 49)
- 2007: Ja wam pokażę! (serial telewizyjny) – Artur Kochasz, nowy redaktor naczelny pisma
- 2007: Nie panikuj – komendant Tadzio
- 2008: Teraz i zawsze – ojciec duchowny
- 2009: Naznaczony – Boszko (odc. 5 Zdjęcie roku)
- 2009: Zamiana – major Jędruś
- 2009: Zwerbowana miłość – pracownik MSW
- 2009: Contact high – pracownik biura rzeczy zagubionych na dworcu

## Dubbing
- 2004–2006: Parapet – Pisklak

## Programy telewizyjne
- 1997–2001: Telewizyjne Biuro Śledcze
- 2002–2004: Wirtul@ndia – Master (odc. 1 – 33)

## Teledyski
- teledysk do piosenki „Uciekaj” Donia i formacji 52 Dębiec.

## Odznaczenia
- Brązowy Krzyż Zasługi (5 lipca 2004)[5].

## Nagrody
- 1991: XVII Opolskie Konfrontacje Teatralne – nagroda zespołowa dla aktorów i realizatorów spektaklu „Biesiada u hrabiny Kotłubaj” w reżyserii Jacka Bunscha,
- 2008: XLVIII Kaliskie Spotkania Teatralne – nagrodę za rolę Westermanna w Sprawie Dantona w reżyserii Jana Klaty[6].